# Gewog di Yangneer
Il gewog di Yangneer è uno dei quindici raggruppamenti di villaggi del distretto di Trashigang, nella regione Orientale, in Bhutan.